# Bahnstrecke Schwerin–Rehna
| Bahnstrecke nahe Schwerin-Friedrichsthal |                         |                             |                             |
| |                         |                             |                             |
| Streckennummer (DB): | 6932                    |                             |                             |
| Kursbuchstrecke (DB): | 152                     |                             |                             |
| Kursbuchstrecke: | 104c (1934) 118e (1946) |                             |                             |
| Streckenlänge: | 33,9 km                 |                             |                             |
| Spurweite: | 1435 mm (Normalspur)    |                             |                             |
| Maximale Neigung: | 10 ‰                    |                             |                             |
| Streckengeschwindigkeit: | 100 km/h                |                             |                             |
| Zugbeeinflussung: | PZB                     |                             |                             |
| |                         |                             |                             |
| \| \| \| von Ludwigslust \| \| \| \| 0,0 \| Schwerin Hbf \| Schwerin Hbf \| \| \| \| \| \| \| \| \| Schwerin Gbf \| \| \| \| \| (Verbindungskurve) \| \| \| \| \| Schwerin Abzw \| \| \| \| \| nach Wismar \| \| \| \| 2,9 \| Anst Schwerin Wasserwerk \| Anst Schwerin Wasserwerk \| \| \| 3,0 \| Schwerin-Lankow \| Schwerin-Lankow \| \| \| 4,4 \| Schwerin-Margaretenhof \| Schwerin-Margaretenhof \| \| \| \| Bundesstraßen 104, 106 \| \| \| \| 5,5 \| Schwerin-Warnitz \| Schwerin-Warnitz \| \| \| 6,6 \| Schwerin-Friedrichsthal Ost \| Schwerin-Friedrichsthal Ost \| \| \| 8,3 \| Schwerin-Friedrichsthal \| Schwerin-Friedrichsthal \| \| \| \| Bundesstraße 104 \| \| \| \| \| Kreisstraße NWM 28 \| \| \| \| 11,9 \| Groß Brütz \| Groß Brütz \| \| \| \| Bundesstraße 104 \| \| \| \| 16,9 \| Lützow \| Lützow \| \| \| 23,6 \| Gadebusch \| Gadebusch \| \| \| \| Bundesstraße 208 \| \| \| \| 29,3 \| Holdorf (Meckl) \| Holdorf (Meckl) \| \| \| \| Bundesstraße 104 \| \| \| \| 33,9 \| Rehna \| Rehna \| |                         |                             |                             |
| Strecke |                         | von Ludwigslust             | von Ludwigslust             |
| Bahnhof | 0,0                     | Schwerin Hbf                | Schwerin Hbf                |
| Strecke von links · Abzweig geradeaus, nach rechts und ehemals nach links · Strecke von rechts (außer Betrieb) |                         |                             |                             |
| Strecke · Strecke · Dienststation / Betriebs- oder Güterbahnhof (Strecke außer Betrieb) |                         | Schwerin Gbf                | Schwerin Gbf                |
| Abzweig geradeaus und ehemals von links · Kreuzung geradeaus unten (Querstrecke außer Betrieb) · Abzweig geradeaus und nach rechts (Strecke außer Betrieb) |                         | (Verbindungskurve)          | (Verbindungskurve)          |
| ehemalige Blockstelle · Strecke · Strecke (außer Betrieb) |                         | Schwerin Abzw               | Schwerin Abzw               |
| Strecke nach rechts · Abzweig geradeaus und ehemals von links · Strecke nach rechts (außer Betrieb) |                         | nach Wismar                 | nach Wismar                 |
| Blockstelle | 2,9                     | Anst Schwerin Wasserwerk    | Anst Schwerin Wasserwerk    |
| Haltepunkt / Haltestelle | 3,0                     | Schwerin-Lankow             | Schwerin-Lankow             |
| Haltepunkt / Haltestelle | 4,4                     | Schwerin-Margaretenhof      | Schwerin-Margaretenhof      |
| Brücke |                         | Bundesstraßen 104, 106      | Bundesstraßen 104, 106      |
| Haltepunkt / Haltestelle | 5,5                     | Schwerin-Warnitz            | Schwerin-Warnitz            |
| ehemaliger Haltepunkt / Haltestelle | 6,6                     | Schwerin-Friedrichsthal Ost | Schwerin-Friedrichsthal Ost |
| ehemaliger Haltepunkt / Haltestelle | 8,3                     | Schwerin-Friedrichsthal     | Schwerin-Friedrichsthal     |
| Bahnübergang |                         | Bundesstraße 104            | Bundesstraße 104            |
| Bahnübergang |                         | Kreisstraße NWM 28          | Kreisstraße NWM 28          |
| Bahnhof | 11,9                    | Groß Brütz                  | Groß Brütz                  |
| Bahnübergang |                         | Bundesstraße 104            | Bundesstraße 104            |
| Haltepunkt / Haltestelle | 16,9                    | Lützow                      | Lützow                      |
| Bahnhof | 23,6                    | Gadebusch                   | Gadebusch                   |
| Bahnübergang |                         | Bundesstraße 208            | Bundesstraße 208            |
| Haltepunkt / Haltestelle | 29,3                    | Holdorf (Meckl)             | Holdorf (Meckl)             |
| Bahnübergang |                         | Bundesstraße 104            | Bundesstraße 104            |
| Kopfbahnhof Streckenende | 33,9                    | Rehna                       | Rehna                       |

Die Bahnstrecke Schwerin–Rehna ist eine eingleisige, nicht elektrifizierte Nebenbahn im Westen des Bundeslandes Mecklenburg-Vorpommern. Sie verbindet die Landeshauptstadt Schwerin mit den Städten Rehna und Gadebusch.

## Geschichte

### Planung und Bau
Die Verbindung wurde in den 1890er Jahren als Teil einer durchgehenden Verbindung Lübeck–Schwerin–Parchim mit einer potentiellen Erweiterung in die preußische Provinz Brandenburg geplant. Die mecklenburgische Friedrich-Franz-Eisenbahn übernahm den Bau sowie die anschließende Betriebsführung. Beginn der Arbeiten war wie bei der Verlängerung Schwerin–Parchim im Jahr 1893.
Uneinigkeiten bei der genauen Trassierung ließen den Baubeginn zunächst nach hinten fallen, da sich vor allem für das letzte Stück zwischen Schönberg an der Lübeck-Kleinener Eisenbahn und Rehna die Agrarwirte nicht bereit erklärten, ihre Grundstücke zum Bau der Strecke zur Verfügung zu stellen. Daher beschränkte sich die Bahngesellschaft zunächst auf den Bau der knapp 34 Kilometer zwischen Schwerin und Rehna.

### Eröffnung
Die Eröffnung der Strecke fand am 12. Oktober 1897 statt. Der Eröffnungszug, gezogen von der Dampflok Triddelfitz war nur mit wenigen Honoratioren gefüllt. Die Stationen waren zudem lediglich an wenigen Stellen bereits fertiggestellt, so erhielt der Bahnhof Lützow erst gegen 1901 sein Empfangsgebäude.

### Pläne zu einer Streckenverlängerung und Sanierungen

Unmaßstäbliches Gleisbild von Bahnhof und Lokstation Rehna (um 1940)

Weil die Bahn mit sechs Zugpaaren täglich schon zu den besser ausgelasteten Nebenstrecken gehörte, sprachen sich die Planer bis in die 1940er Jahre mehrmals für eine Verlängerung nach Schönberg zur Lübeck-Kleinener Eisenbahn aus. Da jedoch wie bereits beim Bau der Strecke die finanziellen Mittel des Staates begrenzt waren, verweigerte Schwerin seine Zustimmung. Zudem erklärten sich die Grundbesitzer entlang der geplanten Verlängerung nicht bereit, ihr Land herzugeben, sondern zahlten mitunter sogar mehrere Mark dafür, dass die Bahn einen Umweg in Kauf nehmen sollte. So versiegten die Pläne im Laufe des Zweiten Weltkrieges.

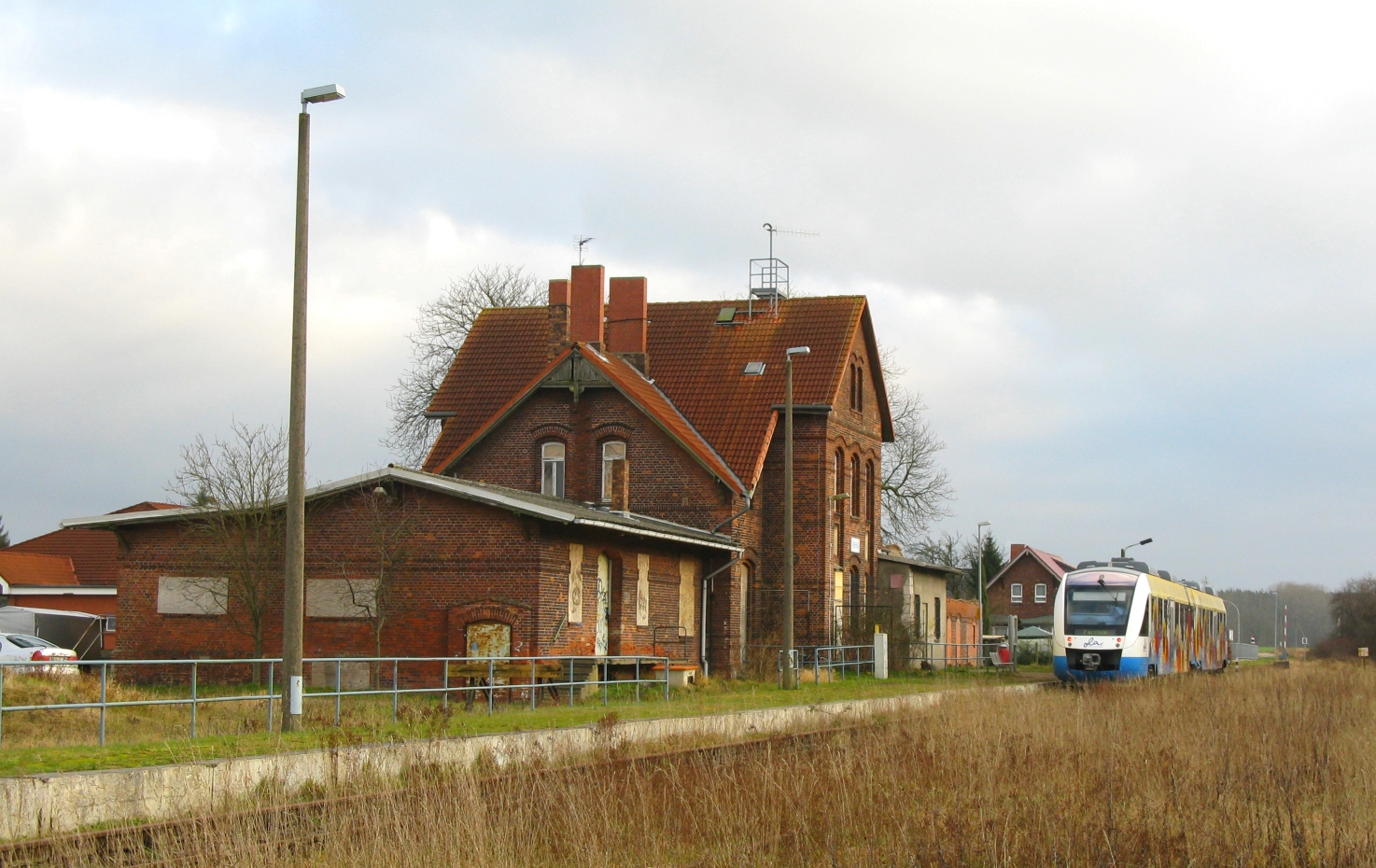
Bahnhof in Rehna (2008)

Die nächsten Planungen für den Lückenschluss kamen in den 1990er Jahren wieder auf. Ausschlaggebend war unter anderem die anstehende Sanierung der Strecke und Stilllegungsandeutungen für den Abschnitt Gadebusch–Rehna aus Mangel an Passagieren. Die etwa zehneinhalb Kilometer lange Verlängerung sollte Schätzungen zufolge 15,5 bis 18 Millionen Euro kosten und mit Regionalisierungsmitteln bezahlt werden. Der erwartete Fahrgastzuwachs hätte zudem einen langfristigen Verkehr garantiert. Obwohl sich mehrere Politiker, darunter die Bürgermeister von Schönberg und Rehna sowie Erhard Bräunig, der Landrat des Landkreises Nordwestmecklenburg, für den Neubau aussprachen, wurde die Realisierung für das Projekt auf unbekannte Zeit verschoben. Die Sanierung der vorhandenen Strecke erfolgte unabhängig davon im Jahr 2006. Der Wirtschaftsausschuss des Landkreises beschloss 2017 die Erarbeitung eines Gutachtens, an dem sich der Kreis, der Fahrgastverband Pro Bahn und die Städte Rehna und Gadebusch finanziell beteiligen.
Die Strecke wurde über viele Jahre hinweg bis 2025 in teils monatelangen Sperrungen abschnittsweise saniert und für höhere Geschwindigkeiten von bis zu 100 km/h ertüchtigt.

### Unfälle

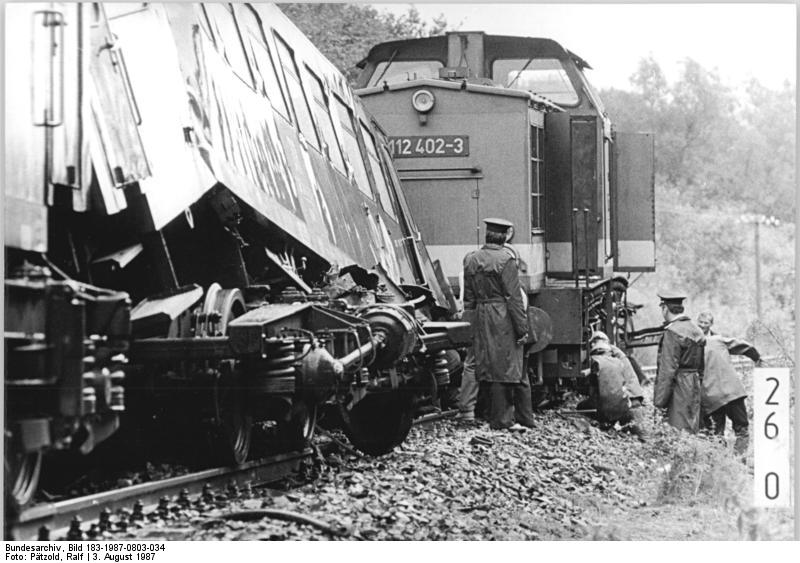
Eisenbahnunglück 1987 bei Holdorf

Am 3. August 1987 kam es bei Holdorf zu einem schweren Unfall, als eine Ersatzlok auf einen wegen eines Triebfahrzeugschadens liegengebliebenen Personenzug auffuhr. 17 Menschen wurden verletzt, fünf davon schwer, darunter auch die beiden Lokführer.

## Verkehr und Fahrzeugeinsatz

### Schienenpersonennahverkehr
Den Schienenpersonennahverkehr führte ab 2001 die MecklenburgBahn (seit 2005 Ostseeland Verkehr) mit Dieseltriebwagen vom Typ Coradia LINT durch. Zum 15. Dezember 2013 wurde der Verkehr von der Ostdeutschen Eisenbahn mit Triebwagen vom Typ Regio-Shuttle übernommen.
Auf der gesamten Strecke besteht ein Zwei-Stunden-Takt, der während der Hauptverkehrszeiten montags bis freitags auf einen Stundentakt verdichtet wird. Die meisten Züge sind auf die Strecke Schwerin–Parchim durchgebunden. Die Kreuzungen finden in Groß Brütz statt.

### Sonderfahrten
Neben den regulären Fahrten verkehrte in den 1990er Jahren einmal jährlich der Dampfzug „Radegast-Express“ mit der Dampflok 91 134. Das Fahrzeug wird vom Verein Mecklenburgische Eisenbahnfreunde Schwerin betreut und fährt mit einem Sonderzug unter anderem auf dieser Strecke.